# Miletus acragas
Miletus acragas är en fjärilsart som beskrevs av William Doherty 1891. Miletus acragas ingår i släktet Miletus och familjen juvelvingar. Inga underarter finns listade i Catalogue of Life.